# Leptastacus incurvatus
Leptastacus incurvatus är en kräftdjursart som beskrevs av Lang 1965. Leptastacus incurvatus ingår i släktet Leptastacus och familjen Leptastacidae. Inga underarter finns listade i Catalogue of Life.